# Kenny Sansom
Kenneth ("Kenny") Graham Sansom (Camberwell, Londen, 26 september 1958) is een voormalig betaald voetballer uit Engeland, die speelde als verdediger gedurende zijn carrière.

## Clubcarrière
Sansom speelde clubvoetbal in Engeland voor onder meer Crystal Palace, Arsenal, Newcastle United, Queens Park Rangers en Coventry City. Hij beëindigde zijn actieve loopbaan in 1997 bij Croydon.

## Interlandcarrière
Sansom speelde 86 keer voor de nationale ploeg van Engeland, en scoorde één keer voor de nationale ploeg in de periode 1979-1988. Onder leiding van bondscoach Ron Greenwood maakte hij zijn debuut op 23 mei 1979 in de British Home Championship-wedstrijd tegen Wales (0-0) in Londen. Hij nam met Engeland deel aan twee EK-eindronden (1980 en 1988) en twee WK-eindronden (1982 en 1986).
Zijn eerste en enige interlandtreffer maakte Sansom op 17 oktober 1984 in de WK-kwalificatiewedstrijd tegen Finland in Londen. Vijf minuten voor tijd bepaalde hij de eindstand op 5-0, nadat Mark Hateley (2), Tony Woodcock en Bryan Robson de thuisploeg op 4-0 hadden gezet. Sansom speelde zijn 86ste en laatste interland op 18 juni 1988 tijdens het EK voetbal 1988 in West-Duitsland: de met 3-1 verloren groepswedstrijd tegen de latere verliezend finalist, Sovjet-Unie.

## Erelijst
Arsenal
- League Cup

1987